# Поллимиры
Поллимиры (лат. Pollimyrus) — род пресноводных лучепёрых рыб из семейства мормировых отряда араванообразных. Распространены в водоёмах тропической Африки.
Длина тела от 5,1 до 20 см. Хвостовой стебель узкий, хвостовой плавник глубоко раздвоен. На языке и парасфеноиде имеются зубы. Спинной и анальный плавники расположены в задней части тела один напротив другого. Имеют крупный мозжечок.
Питаются мелкими беспозвоночными, обитающими в иле. Для ориентирования в пространстве, поисков корма и обнаружения хищников используют собственное электрическое поле, которое генерируется мышцами.

## Классификация
На октябрь 2018 года в род включают 19 видов:
- Pollimyrus adspersus (Günther 1866)
- Pollimyrus brevis (Boulenger 1913)
- Pollimyrus castelnaui (Boulenger, 1911)
- Pollimyrus cuandoensis B. J. Kramer, van der Bank & Wink 2013[3]
- Pollimyrus eburneensis Bigorne, 1991
- Pollimyrus guttatus (Fowler 1936)
- Pollimyrus isidori (Valenciennes 1847)
  - Pollimyrus isidori fasciaticeps (Boulenger, 1920)
  - Pollimyrus isidori isidori (Valenciennes 1847)
  - Pollimyrus isidori osborni (Nichols & Griscom 1917)
- Pollimyrus maculipinnis (Nichols & La Monte 1934)
- Pollimyrus marianne B. J. Kramer van der Bank, Flint, Sauer-Gürth & Wink 2003
- Pollimyrus nigricans (Boulenger 1906)
- Pollimyrus nigripinnis (Boulenger, 1899)
- Pollimyrus pedunculatus (L. R. David & Poll 1937)
- Pollimyrus petherici (Boulenger, 1898)
- Pollimyrus petricolus (Daget 1954)
- Pollimyrus plagiostoma (Boulenger, 1898)
- Pollimyrus pulverulentus (Boulenger, 1899)
- Pollimyrus schreyeni Poll 1972
- Pollimyrus stappersii (Boulenger, 1915)
  - Pollimyrus stappersii kapangae (L. R. David 1935)
  - Pollimyrus stappersii stappersii (Boulenger, 1915)
- Pollimyrus tumifrons (Boulenger, 1902)